# يعقوب الخليفي
يعقوب الخليفي، من مواليد 28 مايو 2001، هو سباح قطري، شارك في دورة الألعاب الآسيوية عام 2018، وكذلك شارك في دورة الألعاب الأولمبية للشباب في نفس السنة.